# Nancy Richey
Nancy Richey, ameriška tenisačica, * 23. avgust 1942, San Angelo, Texas, ZDA.
Nancy Richey je nekdanja številka dve na ženski teniški lestvici in zmagovalka dveh posamičnih turnirjev za Grand Slam, še štirikrat se je uvrstila v finale, ob tem pa je osvojila še štiri naslove med ženskimi dvojicami. Osvojila je zmagi na turnirjih za Prvenstvo Avstralije leta 1967, ko je v finalu premagala Lesley Turner Bowrey, in Odprto prvenstvo Francije leta 1968, ko je v finalu premagala Ann Haydon Jones. Na turnirjih za Prvenstvo Avstralije je nastopila v finalu tudi leta 1966, ko jo je premagala Margaret Court, na turnirjih za Amatersko prvenstvo Francije leta 1966, ko jo je v finalu premagala Ann Haydon Jones, na turnirjih za Odprto prvenstvo ZDA pa v letih 1966 in 1969, ko sta jo v finalu premagali Maria Bueno in Margaret Court. Na turnirjih za Odprto prvenstvo Anglije se je najdlje uvrstila v polfinale leta 1968. V konkurenci ženskih dvojic je dvakrat zmagala na turnirjih za Odprto prvenstvo ZDA ter po enkrat na turnirjih za Odprto prvenstvo Avstralije in Odprto prvenstvo Anglije. Leta 2003 je bila sprejeta v Mednarodni teniški hram slavnih.

## Posamični finali Grand Slamov (6)

### Zmage (2)
| Leto | Turnir                    | Nasprotnica v finalu | Rezultat finala |
| 1967 | Prvenstvo Avstralije      | Lesley Turner Bowrey | 6–1, 6–4        |
| 1968 | Odprto prvenstvo Francije | Ann Haydon Jones     | 5–7, 6–4, 6–1   |

### Porazi (4)
| Leto | Turnir                       | Nasprotnica v finalu | Rezultat finala |
| 1966 | Prvenstvo Avstralije         | Margaret Court       | b.b.            |
| 1966 | Amatersko prvenstvo Francije | Ann Haydon Jones     | 6–3, 6–1        |
| 1966 | Nacionalno prvenstvo ZDA     | Maria Bueno          | 6–3, 6–1        |
| 1969 | Odprto prvenstvo ZDA (2)     | Margaret Court       | 6–2, 6–2        |